# High Maintenance (Miranda Cosgrove)
High Maintenance è il secondo EP della cantante, doppiatrice e attrice statunitense Miranda Cosgrove, pubblicato nel 2011 da Columbia Records.

## Il disco
L'EP è stato distribuito in più edizioni, alcune con allegato DVD contenente un dietro le quinte di 8 minuti.

## Tracce
1. Dancing Crazy
2. High Maintenance (ft Rivers Cuomo)
3. Face of Love
4. Kiss You Up
5. Sayonara